# Maximilian Fretter-Pico
Maximilian Fretter-Pico, nemški general, * 6. februar 1892, † 4. april 1984.